# Fontanil-Cornillon
Fontanil-Cornillon település Franciaországban, Isère megyében. Lakosainak száma 3410 fő (2022. január 1.). Fontanil-Cornillon Voreppe, Mont-Saint-Martin, Noyarey, Proveysieux és Saint-Égrève községekkel határos.

## Népesség
A település népességének változása:
| Lakosok száma | 1123 | 1682 | 2079 | 2699 | 2780 | 2735 | 2710 | 3172 | 3404 | 3410 |
|               | 1968 | 1982 | 1990 | 2006 | 2013 | 2015 | 2017 | 2019 | 2020 | 2022 |

## Testvérvárosok
- Ponchatoula, USA , 1987 óta
- Monte Roberto, Olaszország, 1992 óta
- Saint-Joseph-du-Lac, Kanada, 2008 óta